# Cementerio 117
El cementerio 117 es un antiguo cementerio descubierto en 1964 por un equipo liderado por Fred Wendorf cerca de la frontera norte de Sudán próxima al Nilo. Se cree que es la evidencia más antigua de una guerra. También es conocido como Cementerio Jebel Sahaba.
El sitio fue descubierto durante la construcción del Aswan Dam y se considera del periodo Mesolítico. Fueron encontrados 59 esqueletos, de los cuales muchos presentaban signos de muerte violenta, como ejecuciones o daños por puntas de flechas. También se encontraron cortes y puntas de flechas en cráneos.
Muchos[¿quién?] cuestionan si realmente el cementerio es una evidencia de guerra pues los cuerpos han sido amontonados durante décadas, y la mitad de ellos pertenece a mujeres.